# Jonathan Henrion
Jonathan Henrion (* 27. April 1982 in Libramont-Chevigny) ist ein belgischer Radrennfahrer.
Jonathan Henrion wurde 2003 belgischer Vizemeister im Straßenrennen der U23-Klasse und er gewann eine Etappe beim Flèche du Sud. Ende der Saison 2005 fuhr er als Stagiaire bei dem belgischen ProTeam Davitamon-Lotto, bekam aber keinen regulären Vertrag. Im nächsten Jahr konnte Henrion den Grand Prix Claude Criquielion für sich entscheiden. 2007 fuhr er für das Continental Team Storez Ledecq Materiaux und 2008 für Bodysol-Euromillions-Pôle Continental Wallon. Ende 2008 beendete Henrion seine internationale Laufbahn, fuhr aber weiterhin nationale Rennen.
Er ist der Bruder der Radrennfahrerin Ludivine Henrion.

## Erfolge
2003
- eine Etappe Flèche du Sud

## Teams
- 2005 Davitamon-Lotto (Stagiaire)
- 2007 Storez Ledecq Materiaux (ab 26. Juni)
- 2008 Bodysol-Euromillions-Pôle Continental Wallon